# Heinz Meier
Heinz Meier – szwajcarski bobsleista, złoty medalista mistrzostw świata.

## Kariera
Największy sukces w karierze Meier osiągnął w 1977 roku, kiedy wspólnie z Hansem Hiltebrandem zwyciężył w dwójkach podczas mistrzostw świata w Sankt Moritz. Był to jednak jego jedyny medal wywalczony na międzynarodowej imprezie tej rangi. Nigdy nie wystąpił na igrzyskach olimpijskich.